# Лиманчук
Лиманчу́к — селище Сніжнянської міської громади Горлівського району Донецької області, Україна. Розташоване за 84 км від Донецька. Відстань до Сніжного становить близько 6 км і проходить автошляхом місцевого значення.

## Населення

### Мова
Розподіл населення за рідною мовою за даними перепису 2001 року:
| Мова       | Кількість | Відсоток |
| ---------- | --------- | -------- |
| російська  | 818       | 84.33%   |
| українська | 152       | 15.67%   |
| Усього     | 970       | 100%     |

За даними перепису 2001 року населення селища становило 970 осіб, із них 15,67 % зазначили рідною мову українську та 84,33 %— російську.